# Alte Wöhr
Die Alte Wöhr ist ein Fließgewässer und Entwässerungsgraben in Hamburg-Winterhude und Nebengewässer des Barmbeker Stichkanals.
Er beginnt südlich der namensgebenden Straße Alte Wöhr und verläuft östlich der Saarlandstraße bis zum Barmbeker Stichkanal.